# Oostelijke tapuittangare
De oostelijke tapuittangare (Calyptophilus frugivorus) is een zangvogel uit de familie Thraupidae (tangaren).

## Verspreiding en leefgebied
Deze soort is endemisch op Hispaniola en op Île de la Gonâve en telt 3 ondersoorten:
- C. f. frugivorus: de noordelijke Dominicaanse Republiek.
- C. f. neibae: de centrale Dominicaanse Republiek.
- C. f. abbotti: Île de la Gonâve (nabij het westelijke deel van Centraal-Hispaniola)